# Літературно-мистецька премія імені Леоніда Глібова
Літературно-мистецька премія імені Леоніда Глібова — заснована 2002 року журналом «Літературний Чернігів» та літературною спілкою «Чернігів».
Премією відзначають поетів, прозаїків, артистів, краєзнавців, публіцистів, які зробили особливий внесок у розвиток мистецтва Чернігівщини та отримали любов та визнання громади. Премія присуджується літературним творам, виданим не пізніше, ніж за три попередні роки до присудження.
Вручення її традиційно присвячене до дня народження письменника та байкаря Леоніда Глібова, який значну частину життя провів на Чернігівщині.

## Журі
Журі премії очолює письменник, заслужений працівник культури України Михась Ткач.

## Лауреати
Лауреати 2024:
- У номінації «Поезія» — чернігівська поетеса Марія Шевченко за її збірку патріотичних віршів.
- У номінації «Проза» — письменниця та журналістка родом з Корюківщини Сніжана Божок за твір «Замінована прогулянка розвідника».
- За наукові праці з літератури та педагогіки, надруковані у ряді періодики, зокрема, журналі «Літературний Чернігів», відзначено Надію Кузьменко, докторку педагогічних наук, професорку кафедри педагогіки КНУ ім. Т. Г. Шевченка.
- У номінації «Гумор та байка» — Валерій Демченко за сатиричну книгу «Не хапайте бога за бороду».